# Pomacea flagellata
Pomacea flagellata és una espècie de mol·lusc gastròpode d'aigua dolça de la família Ampullaridae originària l'Amèrica central, del sud de Mèxic fins al nord de Colòmbia. A la Unió Europea el transport, comerç i tinença d'aquesta espècie invasora són prohibits.

## Morfologia
La conquilla mitjana, d'aparença bicònica és verdós o ambre; de vegades línies fines i pàl·lides. L'obertura és piriforme estreta, amb l'extrem inferior prominent. L'espiral és obtusa però prominent, amb una sutura plana o gairebé. L'obertura és estretida per dalt; eixamplada per sota als mascles. Els adults tenen una amplada de 53 a 60 mm i una laçada de 55 a 62 mm. Els ous són de mida mitjana, de color taronja pàl·lid.
Són herbívors i mengen voraçment i amb molta rapidesa qualsevol planta, incloent-hi Microsorum pteropus i per això poc aficionats per a aquaris. De totes maneres, la seva tinença és prohibida a la Unió Europea. Són amfibis, s'amaguen sota l'aigua durant el dia i són més actius la nit, quan surten a la terra ferma i cerquen plantes comestibles. Són predadors i en absència d'aliments fan canibalisme.
Aquest cargol originari d'Amèrica central té una gran varietat de formes i una trentena de variacions van ser descrites com a espècies separades al passat, com es veu a la llista de sinònims. Avui són considerats tots com membres d'una de les quatre subespècies: Pomacea flagellata flagellata (Say, 1827), Pomacea flagellata livescens (Reeve, 1856), Pomacea flagellata erogata (Fisher & Crosse, 1890) i Pomacea flagellata dysoni (Hanley, 1854)